# Walter Leblanc
Walter Leblanc est un peintre belge (Anvers, 26 décembre 1932 - Silly, 14 janvier 1986), membre fondateur de G 58, qui fit partie du mouvement international "Nouvelle Tendance" et participa aux expositions du Groupe ZERO.

## Biographie
Jusqu'en 1949, il effectue ses études secondaires à l'Athénée de Berchem, avant de s'inscrire, à l'insu de son père, à l'Académie royale des Beaux-Arts d'Anvers. Il suit simultanément des études de publiciste, à l'instigation de celui-ci, jusqu'à l'obtention du diplôme qu'il décroche en 1951. De 1949 à 1954, il poursuit ses études à l'Académie, entre autres chez Antoon Martsboom et  René De Coninck (nl) pour le cours de gravure, tout en suivant parallèlement des cours du soir à la Vakschool voor Kunstambachten chez René Guiette et Berthe Thieren. De 1955 à 1956, il suit des cours au Nationaal Hoger Instituut voor Schone Kunsten d'Anvers.
En 1958, il devient membre fondateur du groupe G 58. Le groupe réunit des jeunes artistes de tendances différentes qui s’insurgent contre le fait qu’aucun jeune belge ne soit présenté à l’exposition “50 Ans d’Art Moderne” organisée dans le cadre de l’exposition Universelle. Entre-temps, le groupe anversois G 58 s'installe dans un ancien entrepôt de la ville, la Hessenhuis. Une structure se met en place et des expositions internationales y sont montrées dont "Vision in Motion" en 1959.
En 1961, une première exposition individuelle, qui n'aura aucun succès malgré la qualité de beaucoup d’œuvres présentées, a lieu au Palais des Beaux-Arts de Bruxelles.
En 1962, Walter Leblanc organise l’exposition “Anti-Peinture” à la Hessenhuis, avec Jan Gloudemans, Francis Lauwers et Filip Tas. La même année, le groupe G-58 cesse ses activités. Leblanc fait alors partie du mouvement international "Nouvelle Tendance" et participe aux expositions du Groupe ZERO.
En 1970, il participe à la 35e Biennale de Venise.
En 1974, il est nommé chevalier de l'Ordre de Léopold II.
En 1977, il est nommé chargé de cours au Nationaal Hoger Instituut voor bouwkunst en stedebouw (NHIBS) d'Anvers, il y donne un cours sur la couleur aux futurs architectes et designers. 
À partir de 1981, Leblanc travaille à la décoration de la station de métro Simonis à Bruxelles.
Il décède d'un accident de la route le 14 janvier 1986  alors qu'il se rendait au Musée d’Art Moderne de Bruxelles pour mettre la dernière main à la salle qui lui était consacrée à l’exposition “Rapports Plan/Espace”.
En été 1986, son épouse inaugurera seule la station de métro Simonis.

## Œuvre
Dans ses premières œuvres, il décompose des sujets figuratifs en formes de base de plus en plus simplifiées que l’on retrouve de manière récurrente dans des séries de tableaux abstraits. Les couleurs sont progressivement remplacées par des matières.
Par la suite, il intègre des bâtonnets, des anneaux sous la toile et à recours aux mouchoirs à papier, aux bas nylon, au sable pour recouvrir son support, qui devient un terrain d'expériences.
Le graphisme se réduit ensuite à l’extrême et son œuvre s’homogénéise par l’utilisation d’une seule matière, d’une seule couleur et d’une seule forme, la Torsion.
Grâce à l’utilisation de la Torsion comme élément modulaire essentiel, le support s'ouvre à la troisième dimension de l'espace.
« À partir du moment où j’arrive à la monochromie ma recherche n’est ni peinture ni sculpture. Je ramène la peinture à la sculpture et la sculpture à la peinture ». W.L. 1967
Dans ses créations monochromes et épurées appelées « Twisted Strings », il étudie l’incidence de la lumière sur les fils de coton torsadés et l’ombre qu’elle projette. Les « Torsions Mobilo-statiques » composées de bandes de polyvinyle torsadées, mettent quant à elles, l’accent sur le mouvement virtuel dû aux fréquences de rotation et à l’alternance de directions opposées. Ses recherches sur la Torsion qui se matérialisent également dans la sculpture en acier (laqué ou oxydé) le rapprochent incontestablement de l'Art cinétique et de l'Op Art.
Chaque œuvre est conçue selon un programme préétabli qui détermine ses caractéristiques et particularités. Dès 1964, cette programmation ne se limite plus à l’œuvre mais elle met en rapport plusieurs œuvres appartenant au même contexte de création.
Viennent ensuite les programmes en plusieurs phases où l’artiste fixe les différents stades de développement d’un projet en plusieurs œuvres successives. Programme de constitution, de permutation, d’évolution et progressions géométriques créent ainsi un espace pictural extensible ou les temps forts d’une idée centrale sont matérialisés.
À partir de 1975, il élargit son langage et crée des "Archétypes", emboîtements de formes géométriques primaires (triangles, quadrangles, cercles...) qui peuvent être comprises par tous car ils ramènent le spectateur à un subconscient universel. Ces séries d’Archétypes se déclinent dans tous les médias qu’il affectionne et notamment en sculpture. L’intégration architecturale de la station de métro Simonis à Bruxelles en est l’exemple le plus connu.
Sculpture, puis architecture. Dans un lieu, l'espace est entièrement occupé par l'œuvre, qui vibre au gré des déplacements des spectateurs qui deviennent des participants,.

## Expositions

### Expositions individuelles
- 1961 : Bruxelles, Palais des Beaux-Arts, Walter Leblanc
- 1965 : Krefeld, Galerie 123, Walter Leblanc, Mobilo-statics
- 1968 : Bruxelles, Palais des Beaux-Arts, Walter Leblanc Torsions
- 1968 : FrieBurg i.Br., Kunstverein, Leblanc Torsions
- 1974 : Bâle, Schweizer Mustermesse, Fünfte Internationale Kunstmesse, Art 5’ 74, Galerie Regio, Walter Leblanc 1959-1974
- 1989 : Bruxelles, Atelier 340, Walter Leblanc Contribution à l’Histoire de “Nouvelle Tendance”
- 1989 : Ludwigshafen, Wilhem-Hack Museum, Walter Leblanc Retrospektive
- 1989 : Bottrop, Josef Albers Museum Quadrat, Walter Leblanc Retrospektive, Bilder - Objekte - Plastiken
- 1989 : Salzburg, Museum Carolino Augusteum, Walter Leblanc Eine retrospektive
- 1990 : Ostende, Provinciaal Museum voor Moderne Kunst, P.M.M.K., Walter Leblanc
- 1996 : Ostende, P.M.M.K., Walter Leblanc, Reliëfs op papier 1957-1962
- 1997 : Düsseldorf, Galerie Schoeller, Walter Leblanc, Bilder, Arbeiten auf Papier und Skulptur
- 2001 : Gent, Stedelijk Museum voor Actuele Kunst, S.M.A.K., Walter Leblanc
- 2002 : Bruxelles, Galerie Amaryllis, Walter Leblanc
- 2003 : Kaiserslautern, Galerie Wack, Walter Leblanc
- 2003 : Amsterdam, Galerie Parade, Walter Leblanc (1932-1986) Tentoonstelling van de vroege werken van deze Belgische Zero-kunstenaar
- 2005 : Oostende, Benoot Gallery, Walter Leblanc - Twisted Strings, Sculpturen / Torsions
- 2007 : Rennes, Galerie Oniris, Walter Leblanc
- 2007 : Den Haag, Galerie de Rijk, Walter Leblanc
- 2007 : Bruxelles, Galerie Artiscope, Walter Leblanc. Leblanc dans la lumière
- 2007 : Knokke, OFFA Gallery, Walter Leblanc at OFFA
- 2008 : Knokke, André Simoens Gallery, Walter Leblanc
- 2008 : Bruxelles, Les Archives de la Ville de Bruxelles, Walter Leblanc
- 2009 : Milano, Studio Gariboldi, Walter Leblanc
- 2009 : Paris, Galerie Denise René, Walter Leblanc
- 2010 : Knokke, André Simoens Gallery, Walter Leblanc
- 2011 : Bruxelles, Musées royaux des Beaux-Arts de Belgique, Walter Leblanc
- 2011 : Den Haag, Galerie De Rijk, Walter Leblanc
- 2011 : London, The Mayor Gallery, Walter Leblanc, Paintings & Sculptures from 1960-1983
- 2011 : Milano, Studio Gariboldi, Walter Leblanc
- 2011 : Bruxelles, Galerie Artiscope, Walter Leblanc
- 2013 : London, The Mayor Gallery, Walter Leblanc, works on paper & sculptures from 1963-1985
- 2013 : Den Haag, Galerie De Rijk, Walter Leblanc
- 2019 : Antwerpen, Van Herck - Eykelberg, Walter Leblanc

### Expositions collectives
- 1960 : Leverkusen, Städtisches Museum, Schloss Morsbroich, Monochrome Malerei
- 1962 : Antwerpen, G 58 Hessenhuis, Anti-Peinture
- 1962 : Gent, St. Pietersabdij, Forum 62
- 1962 : Bern, Galerie Schindler, Zero
- 1963 : San Marino, Palazzo del Kursaal, IV Biennale Internazionale d’Arte Oltre l’informale
- 1963 : Frankfurt, Galerie d, Schwanenhalle des Römers, Europaïsche Avantgarde
- 1963 : Venezia, Fondazione Querini Stampalia, Nuova Tendenza 2
- 1964 : Leverkusen, Städtisches Museum, Schloss Morsbroich, Neue Tendenzen
- 1964 : Paris, Musée des arts décoratifs, Palais du Louvre, Pavillon de Marsan, Propositions visuelles du mouvement international Nouvelle Tendance
- 1964 : London, Mc Roberts and Tunnard Gallery, R. Wills, Fontana, Leblanc, Piene
- 1964 : London, Redfern Gallery, Structures Vivantes, Agam, Bury, Fontana, Leblanc, Soto, Vasarely
- 1965 : Bern, Galerie Aktuell, Aktuell 65: Neue Tendenzen, Arte programmata, Anti-peinture, Zéro, Nul, Recherche d’art visuel, Recherche continuelle
- 1965 : New-York, Museum of Modern Art, The Responsive Eye
- 1965 : Genève, Musée Rath, Nouvelles recherches flamandes
- 1965 : Milano, Atelier de Fontana, Zéro Avant-garde
- 1965 : Bern, Kunsthalle, Licht und Bewegung/Kinetische Kunst
- 1965 : San Marino, Palazzo del Kursaal, Va Biennale internazionale d’Arte Contemporanea, Incontri della giovane pittura europea
- 1965 : Bruxelles, Palais des Beaux-Arts, Lumière, mouvement et optique
- 1965 : Lincoln, The Cordova Museum, White on white
- 1965 : Baden-Baden, Kunsthalle, Licht und Bewegung/Kinetische Kunst
- 1966 : Düsseldorf, Kunsthalle, Licht und Bewegung/Kinetische Kunst
- 1966 : Eindhoven, Stedelijk van Abbemuseum, Triennale der Zuidelijke Nederlanden
- 1966 : Bern, Kunsthalle, Weiss auf Weiss
- 1966 : Gelsenkirchen, Halfmannshof, Bonalumi, Cruz Diez, Leblanc, Rickey, Sommer, Soto
- 1967 : Frankfurt, Studio Galerie, Goethe Universität, Serielle Formationen
- 1967 : Krefeld, Galerie Denise René/Hans Mayer, Vom Konstruktivismus zur Kinetik 1917bis1967
- 1967 : Cinquième biennale de Paris
- 1968 : Berlin, Haus am Waldsee, Kinetische Kunst
- 1969 : Nürenberg, Kunsthalle, Biennale Konstruktive Kunst: Elemente und Prinzipien
- 1970 : 25e Biennale de Venise
- 1970 : Krefeld, Galerie Denise René/Hans Mayer, Zero in Krefeld 1970
- 1972 : Köln, Galerie Gmurzynska + Bargera, Konstruktivismus Entwicklung und Tendenzen seit 1913
- 1979 : Gent, Sint-Pietersabdij, De Jaren 60 Kunst in België
- 1979 : Antwerpen, Koninklijk Museum voor Schone Kunsten, Zero Internationaal Antwerpen
- 1980 : Bruxelles, Palais des Beaux-Arts, Europalia Belgique/Pays-Bas Convergences et Parallèles dans l’art après 1945
- 1981 : Rotterdam, Museum Boymans-Van Beuningen, Europalia Belgique/Pays-Bas Knooppunten en Parallellen in de kunst na 1945
- 1983 : ‘s Gravenhage, Haags Gemeentemuseum, Informele kunst in Belgïe en Nederland, 1955-1960 Parallellen in de nederlandstalige literatuur
- 1984 : Bruxelles, Atelier 340, Surface sculpturale
- 1985 : Salzburg, Museum Carolino Augusteum, Eine Europaïsche Bewegung Bilder und Objekte aus der Sammlung Lenz Schönberg
- 1986 : Bruxelles, Musées Royaux des Beaux-Arts de Belgique, Rapports Plan-Espace
- 1986 : Mönchengladbach, Städtisches Museum Abteiberg, Sammlung Etzold Ein Zeitdokument
- 1990 : Bruxelles, Palais des Beaux-Arts, 40 ans de Jeune Peinture Belge Regard contemporain sur un choix historique
- 1997 : Bruxelles, Fondation pour l’Art Belge Contemporain, Acquisitions 1994/1996
- 1997 : Esslingen, Galerie der Stadt Esslingen Villa Merkel, Zero und Paris 1960. Und Heute
- 1997 : Oostende, Het Kunsthuis, Walter Leblanc
- 1998 : Bruxelles, Atelier 340, Amorce de la collection
- 1998 : Ludwigshafen, musée Wilhelm-Hack, Kunst im Aufbruch Abstraktionzwischen 1945 und 1959
- 1999 : Darmstadt, Kunstverein Darmstadt, Noir, Zwart, Schwarz im skulpturalen Bereich
- 1999 : Bonn, Kunst- und Austellungshalle der Bundesrepublik Deutschland, Ausgewählt, Arbeiten auf Papier aus der Sammlung des Deutschen Bundestages
- 1999 : Mönchengladbach, Museum Abteiberg, Zeit - Bewegung - Stille
- 1999 : Bruxelles, Galerie Amaryllis, Le choix de Herman Liebaers : 10 artistes du Métro
- 1999 : Saarbrücken, Galerie St. Johann, 30 Jahre Galerie St. Johann. 30 x30 x 30 Malerei, Objekte, Zeichnungen
- 2000 : Mönchengladbach, Museum Abteiberg, 30 Jahre Sammlung Etzold
- 2000 : Charleroi, Université du Travail Paul Pastur, Musée en œuvre(s).Collection de la Province de Hainaut. Acquisitions récentes 1996-2000
- 2000 : Saarbrücken, Galerie St. Johann, Kleine Skulpturen und Plastiken
- 2001 : La Louvière, Musée Ianchelevici, Art construit belge d’hier à demain
- 2001 : Saarbrücken, Galerie St. Johann, Poesie der Farben
- 2002 : Amsterdam, Galerie Parade, Zero in Galerie Parade
- 2003 : Düsseldorf, Galerie Storms, Letzte Ausstellung der Galerie Schoeller – ein Rückblik als Stiftung
- 2003 : Bruxelles, Le Botanique, Abstractions, un siècle d’art abstrait en Wallonie et à Bruxelles
- 2003 : La Louvière, Centre de la Gravure et de l'Image imprimée, Un jardin secret - Collection Monique Dorsel et Emile Lanc
- 2003 : Gent, Stedelijk Museum voor Actuele Kunst, S.M.A.K., Gelijk het leven is. Belgische en internationale kunst uit de collectie
- 2003 : Düsseldorf, Galerie Schoeller, Letzte Ausstellung der Galerie Schoeller - ein Rüblick als Stiftung
- 2003 : Bruxelles, Atelier 340, L’histoire d’une collection (1979-2003)
- 2003 : Otterlo, Kröller-Müller Museum, Bastiaans/Leblanc
- 2003 : Liège, Musée d'Art Moderne et d'Art Contemporain de la Ville de Liège, «Chaque minute, l’Art à Liège change le monde », quinze regards sur la collection de la Cera Foundation
- 2004 : Amsterdam, Galerie Parade, Wit Weiss White Blanc
- 2004 : Den Haag, Galerie De Rijk, Nul/Zero
- 2004 : Le Cateau-Cambresis, Musée Matisse, Mesures art international: J.Carter, J. Delahaut, F. Ilgen, M. Kidner, W. Leblanc, J.P. Maury, V. Molnar, S.Rompza
- 2004 : Düren, Leopold-Hoesch-Museum, Stets konkret. Die Hubertus Schoeller Stiftung
- 2004 : La Louvière, Musée Ianchalevici, Sculpture construite belge (Géométries variables)
- 2004 : Ludwigshaven, musée Wilhelm-Hack, 25 Jahre Wilhelm-Hack Museum –25 Jahre Sammeln
- 2004 : Zagreb, Museum für Zeitgenössische Kunst, Zero. Die Europäische Vision 1958 bis heute, Sammlung Lenz Schönberg
- 2004 : Machelen-Zulte, Roger Raveelmuseum, Witslag: Het Wit in de Witte Architectuur van het Raveelmuseum
- 2004 : Verviers, Musée des Beaux Arts de Verviers, 50 ans de coups de cœur
- 2004 : Paris, Centre Pompidou, Acquisitions récentes. Œuvres contemporaines
- 2005 : Kaiserslautern, Galerie Wack, Papier + metal gruppenaustellung
- 2005 : Den Haag, Kunstraai 2005, Galerie de Rijk
- 2005 : Oostende, Benoot Gallery, Abstract Art
- 2006 : Salzburg, Museum der Moderne, ZERO. Künstler einer europäischen Bewegung. Sammlung Lenz Schönberg 1956 – 2006
- 2006 : Düsseldorf, Museum Kunst Palast, ZERO – Internationale Künstler-Avantgarde der 50er/60er Jahre
- 2006 : Kaiserlautern, Galerie Wack, Künstler der Zero-Bewegung
- 2006 : Den Haag, Galerie de Rijk, Zomertentoonstelling
- 2006 : Ingolstadt, Museum für Konkrete Kunst, Die Neuen Tendenzen – Eine europäische Künstlerbewegung 1961 – 1973
- 2006 : Saint-Etienne, Musée d’art moderne, ZERO – avant-garde internationale des années 1950-1960
- 2006 : Saarbrücken, Galerie St. Johann, « Wunderkammer » Jahresausstellung 2006
- 2007 : Würzburg, Museum im Kulturspeicher, Ausgerechnet… Mathematik und Konkrete Kunst
- 2007 : Düren, Leopold Hoesch Museum, Die Neuen Tendenzen Eine europäische Kuenstlerbewegung 1961-1973
- 2007 : Ingolstadt, Museum für Konkrete Kunst, 15 Jahre MKK
- 2007 : Zürich, Haus Konstruktiv, « Visionäre Sammlung » : Vol.4 – Neue Werke 05-07
- 2007 : Oostende, Benoot Gallery, Black & White
- 2007 : Saarbrücken, Galerie St. Johann, « Frisch gestrichen – peinture fraîche » Jahresausstellung 2007
- 2008 : Mons, Beaux-Arts Mons, BAM, Cobra passages. Collection Thomas Neirynck
- 2008 : Verviers, Musée des Beaux-Arts, Le cube au carré
- 2008 : Liège, Musée de l'Art wallon, José PICON. Un demi-siècle d’abstraction
- 2008 : Den Haag, Galerie de Rijk, Walter Leblanc en tijdgenoten
- 2008 : Schilde, Museum Albert Van Dyck, G 58
- 2008 : Den Haag, Galerie de Rijk, klein maar FIJN
- 2008 : Munich, Galerie Leu, ZERO
- 2009 : Den Haag, Galerie de Rijk, Groepstentoonstelling
- 2009 : London, Bartha Contemporary, Hartmut Böhm, Walter Leblanc, Klaus Staudt
- 2009 : Nuoro, MAN_Museo d'Arte Provincia di Nuoro, Something Else!!!! Una selezione di settanta opere provenienti dal belga S.M.A.K.
- 2009 : Den Haag, De Rijk Fine Art, Zwart – Wit
- 2009 : Roosendaal, Museum Tongerlohuys, Van Altink tot Zandvliet
- 2010 : Den Haag, De Rijk Fine Art, Walter Leblanc en tijdgenoten
- 2010 : Neuss, Langen Foundation, Jeff Verheyen and Friends
- 2010 : Namur, Maison de la Culture de Namur, l'Abstraction belge depuis 1945, dans la collection Dexia
- 2010 : Bruxelles, European Council, Cabinet of curiosities from Belgium for Europe
- 2010 : Rennes, Galerie Oniris, Petits formats et œuvres sur papier
- 2011 : Rennes, Galerie Oniris, Walter Leblanc & Gerhard Doehler
- 2011 : Schiedam, Stedelijk Museum , Nul= 0
- 2011 : Verviers, Musée des Beaux-Arts de Verviers, Or blanc
- 2011 : Venezia, Biennale internazionale d’arte, Palazzo Fortuny, TRA, Edge of Becoming
- 2011 : Bruxelles, Galerie Pierre Hallet, 10 canaris et 10 abstraits
- 2011 : Bruxelles, Atelier 340, Culture "reLAXATIVE"
- 2011 : Bruxelles, Patrick Derom Gallery, Modern Classics
- 2011 : Rennes, Galerie Oniris, Petits formats et œuvres sur papier
- 2012 : Antwerpen, M HKA, Nieuwe Kunst in Antwerpen 1958-1962, de Zoldermythe
- 2012 : Antwerpen, ING, Retour sur les artistes anversois du mouvement G58 Hessenhuis et la nouvelle école flamande
- 2012 : Antwerpen, M HKA, Nieuwe Kunst in Antwerpen 1958-1962, Maar het zien zelf
- 2012 : Rennes, Galerie Oniris, petits formats et œuvres sur papier
- 2012 : Knokke, MDZ Art Gallery, White
- 2013 : Venlo, van Bommel van Dam Museum, Collectie Manders, Naar eenvoud en verstilling
- 2013 : Antwerpen, KMSKA, Les Modernes, Avant-garde
- 2013 : Paris, Galeries nationales du Grand Palais, Dynamo ! Un siècle de mouvement et de lumière dans l'art
- 2013 : Bruxelles, Musées royaux des Beaux-Arts, La sculpture à partir de 1945, le choix des conservateurs
- 2013 : Milano, Galleria Stein, Zero Avant-garde
- 2013 : Leuven, M-Museum, Publiek Aan Zet
- 2013 : Miami, Espace expression, Homage to Denise René
- 2014 : Gent, S.M.A.K, RE : Painted
- 2014 : Bruxelles, Artiscope, Diptyques, triptyques, polyptyques
- 2014 : Mons, Musée des Beaux-Arts de la ville de Mons, Abstractions géométriques belges de 1945 à nos jours
- 2014 : Düsseldorf, Beck & Eggeling, Zero – Zeit Mack und Seine Künstlerfreunde
- 2014 : New York, Solomon R. Guggenheim Museum, Zero : Countdown to tomorrow
- 2014 : Venezia, Padiglione delle Arti, Around Zero
- 2014 : Bruxelles, Galerie t’Kint de Roodenbeke, Walter Leblanc, paintings and relief painting
- 2014 : New York, Moeller Gallery, Zero in Vibration, Vibration in Zero
- 2015 : Den Haag, De Rijk Fine art, Nul Zero Gruppo N
- 2015 : Berlin, Martin-Gropius-bau, Zero, The international art movement of the 1950s and 1960s
- 2015 : London, Cortesi Gallery, Atmosfera Zero
- 2015 : Nürnberg, Deutsche Bahn Stiftung, von ZERO an
- 2015 : Amsterdam, Stedelijk Museum Amsterdam, Zero: let us explore the stars
- 2015 : Mouans-Sartoux, L’Espace de l’art concret, L’abstratcion belge

## Collections publiques
- Deutsche Bank AG, Frankfurt am Main
- Deutsche Bahn Stiftung, Nürnberg
- Josef Albers Museum Quadrat, Bottrop
- Kaiser Wilhelm Museum, Krefeld
- Kunsthalle Mannheim, Mannheim
- Kunstmuseum Bochum - Kunstsammlung, Bochum
- Kunstsammlungen der Ruhr-Universität Bochum, Campusmuseum, Sammlung Moderne
- Leopold-Hoesch-Museum (Die Hubertus Schoeller Stiftung), Düren
- Museum für Konkrete Kunst, Ingolstadt[4]
- Museum gegenstandsfreier Kunst, Otterndorf
- Museum Kunst Palast, Düsseldorf
- Pfalzgalerie, Kaiserslautern
- Sammlung Etzold, Museum Abteiberg, Mönchengladbach
- musée Wilhelm-Hack, Ludwigshafen Am Rhein
- Zero Foundation, Düsseldorf
- Museum im Kulturspeicher Würzburg, Sammlung Peter C. Ruppert - Konkrete Kunst in Europa nach 1945
- Musée d'Art contemporain de Buenos Aires (Macba), Buenos Aires
- Sammlung Lenz Schönberg, Söll
- Atelier 340 Muzeum, Jette
- Banque Nationale de Belgique, Bruxelles
- Belgacom Art, Bruxelles
- Centre de la Gravure et de l’Image Imprimée, La Louvière
- Cera, Louvain
- Collectie Vlaamse Gemeenschap, Brussel
- Collection de la Province de Hainaut, Charleroi
- Collection Delen, Bruxelles
- Collection Dexia, Bruxelles
- Collection du Ministère de la Communauté française de Belgique, Bruxelles
- Collection ING Belgique, Bruxelles
- Fondation Roi Baudouin, Fonds Thomas Neirynck en dépôt au BAM, Mons
- Musées royaux des Beaux-Arts de la ville d’Anvers
- Collection de la Province d’Anvers
- Musée L, musée universitaire de Louvain
- Musée des Beaux-Arts (Les Amis des Musées de Verviers), Verviers
- Musée d’Ixelles, Bruxelles
- Musées royaux des Beaux-Arts de Belgique, Bruxelles
- Musée Plantin-Moretus, Anvers
- Mu.Zee - Kunstmuseum aan Zee, Ostende
- Plasticarium, Bruxelles
- SMAK, Stedelijk Museum voor Actuele Kunst, Gand
- Métro de Bruxelles, Station Simonis[5]
- Stedelijk Musea, Mechelen
- Université d’Anvers
- Musée d’art contemporain de Montréal
- Centre Pompidou, Paris
- MAMAC - Musée d’Art Moderne et d’Art Contemporain, Nice
- Musée du château des ducs de Wurtemberg, Montbéliard
- Musée de Grenoble
- Museum of Contemporary Art, Zagreb
- Fondazione Calderara, Vaciago
- Caldic Collectie, Rotterdam
- Kröller-Müller Museum, Otterlo
- Museum Boijmans Van Beuningen, Rotterdam
- Stedelijk Museum, Amsterdam
- Sammlung Lenz Schönberg, Söll
- Haus Konstruktiv, Zürich
- The Museum of Drawers by Herbert Distel, Kunsthaus, Zürich
- J.P. Morgan Chase Art Collection, New York
- Musée René Magritte - Musée d'Art Abstrait, Bruxelles (Jette)

## Prix
- 1964: Lauréat du prix de la Jeune Peinture Belge
- 1966: Lauréat van du Prix Europe de Peinture de la Ville d'Ostende.
- 1967: Lauréat de la 5e Biennale de Paris
- 1969: Prix Eugène Baie de peinture, province d'Anvers
- 1974: prix de la Chambre de Commerce de Bâle pour l'exposition Art 5’74